# Eirini Chatziefstratiadou
Eirini Chatziefstratiadou (grekiska: Ειρήνη Χατζηευστρατιάδου), född 2 september 1995 i Thessaloníki i Grekland, är en volleybollspelare (center).
Chatziefstratiadou spelar med Greklands landslag och har tidigare spelat med deras ungdoms- och juniorlandslag. På klubbnivå har hon spelat huvuddelen av sin karriär i Grekland, med undantag för 2013-2017 då hon studerade i USA och 2017/2018 då hon spelade i Ungern.